# 1928 في بولندا
فيما يلي قوائم الأحداث التي وقعت خلال عام 1928 في بولندا.

## سياسة

### انتهاء فترة المنصب
- 27 يونيو – يوزف بيوسودسكي رئيس مجلس وزراء بولندا.

## مواليد

### يناير
- 17 يناير – بينو ماير فيلاك كاتب سيناريو ألماني.

### مارس
- 28 مارس – زبغنيو بريجينسكي سياسي أمريكي.

### مايو
- 21 مايو – تاديوش تشورزلسكي طبيب جلد بولندي.

### أكتوبر
- 2 أكتوبر – وولفهارت بانينبيرغ
- 5 أكتوبر – كورت تسكينسكير حكم كرة قدم ألماني.

### ديسمبر
- 13 ديسمبر – جاك تراميول

## وفيات

### أبريل
- 7 أبريل – ألكسندر بوجدانوف (مواليد 1873)

### ديسمبر
- 17 ديسمبر – كارول بولاك (مواليد 1859)